# El regreso de Don Camilo
El regreso de Don Camilo (título original en italiano: Il ritorno di don Camillo) es una película de 1953 producida y dirigida por Julien Duvivier. De las cinco películas que componen la serie de don Camillo y Peppone con Fernandel y Gino Cervi, es, sin duda, la que muestra los elementos más irreal, fantástico, no limitado a hablar solamente crucifijo. Cuando se transporta el Dr. Spiletti, aparentemente muriendo en Montenara, que "contiene la respiración para llegar vivo por don Camillo". El elemento de cuento también está presente en la afirmación enunciada por la voz narrativa (que se muestra en la apertura a esta tarjeta) de nacimientos y muertes irrealmente "retardada" hasta que no se devuelve el Sacerdote preferido. Consideremos, por último, el episodio surrealista de "alma en venta" Negro.

## Reparto
- Fernandel: Don Camilo
- Gino Cervi: Giuseppe “Peppone” Bottazzi
- Edouard Delmont: dottor Spiletti
- Paolo Stoppa: Marchetti
- Alexandre Rignault: Francesco "Nero" Gallini
- Thommy Bourdelle: Cagnola
- Enzo Staiola: Mario Cagnola
- Claudy Chapelaind: Beppo Bottazzi
- Tony Jacquot: don Pietro
- Charles Vissieres: Obispo
- Leda Gloria: Doña Bottazzi
- Saro Urzì: Brusco
- Marco Tulli: Smilzo
- Giovanni Onorato: Scartazzini
- Pina Gallini: la perpetua di Montenara
- Gian Paolo Rosmino: señor Spiletti
- Miranda Campa: Doña Spiletti
- Bernardo Severani: su médico
- Lia Di Leo: la maestra
- Arturo Bragaglia: el reparador
- Manoel Gary: Cerratini, delegado del PCI
- Roberto Loreti: el pequeño hijo de Peppone
- Checco Durante: tendero
- Andrè Hildebrand: un miembro de la oposición
- Robert Lombard: un músico
- Jean Mollier: poblar
- Rina Morelli: Una mujer que ruega
- Lino Solari: poblar
- Giuseppe Tosi: el retador extraño boxeo
- Gloria Villar: hija del señor Spiletti
- Jean Debucourt: Voz del crucifijo (versión en francés), Ruggero Ruggeri (versión en italiano)
- Narrador: Emilio Cigoli

## Doblaje en España
- Don Camilo: Félix Acaso
- Giuseppe “Peppone” Bottazzi: Paco Hernández
- Dottor Spiletti: Francisco Arenzana
- Obispo: Joaquín Escola
- Brusco y Peón con moto: Luis Gaspar
- Concejal comunista: Juan Luis Rovira
- Concejal comunista: Enrique Cazorla
- Voz del crucifijo: Pablo Adán
- Narrador: Claudio Rodríguez

## Seguido
- Don Camilo y el honorable Peppone (1955)
- Don Camilo, monseñor (1961)
- El camarada Don Camilo (1965)
- Don Camillo e i giovani d'oggi (1970)

- Datos: Q1135785
- Multimedia: Il ritorno di don Camillo / Q1135785